# Michał Łogosz
Michał Łogosz (ur. 23 listopada 1977 w Płocku) – polski badmintonista, olimpijczyk z Sydney, Aten, Pekinu i Londynu, brązowy medalista mistrzostw Europy w drużynie mieszanej. Jest zawodnikiem klubu SKB Suwałki.

## Kariera
Urodzony 23 listopada 1977 w Płocku, absolwent szkoły średniej, student AWF Wrocław. Badmintonista MKS MDK Płock, Stali Płock (1995-1996), Bizona Płock (1997-1998), LKS Technika Głubczyce (1999-2000) i SKP Liptol-Malow Suwałki (od 2001). Członek kadry Polski (trener Kim Young Man, Jerzy Dołhan).
Największe sukcesy odniósł w grze podwójnej z Robertem Mateusiakiem, zdobywając brązowe medale mistrzostw Europy: w Glasgow (2000) i Malmö (2002). Także z tym partnerem wywalczył dwukrotnie tytuł międzynarodowego mistrza Polski (1999, 2003). Na koncie ma także brązowy medal ME w grze mieszanej z 2008 roku.

## Osiągnięcia
- ME 2000 - brąz (w parze z Robertem Mateusiakiem)
- ME 2002 - brąz (w parze z Robertem Mateusiakiem)
- ME 2004 - brąz (w parze z Robertem Mateusiakiem)
- ME 2006 - brąz (w parze z Robertem Mateusiakiem)
- ME 2008 - brąz w drużynie mieszanej
- 13-krotny mistrz Polski w grze podwójnej